# Presbytis femoralis
Presbytis femoralis (сурілі облямований) — вид приматів з роду Presbytis родини мавпові. лат. femur — «стегно», вказуючи на білуваті смуги на стегнах.

## Опис
Мають темно-сіре або чорне хутро, тільки на животі й внутрішніх частинах стегон тягнуться вертикальні білі смуги; щелепи і кільця навколо очей, як правило, забарвлені в світло-сірий колір. Це відносно невеликі, тонкі примати з довгими задніми ногами і довгим хвостом. Їх середня вага становить близько 6 кг.

## Поширення
Країни проживання: Індонезія; Малайзія; М'янма; Сінгапур; Таїланд. Населяє первинні і вторинні тропічні ліси.

## Стиль життя
Є денними і деревними. Живуть в групах від 2 до 8, іноді до 15 тварин. Це гаремні групи. Ці примати є травоїдними, що в основному харчуються молодим листям і плодами.
Відтворення може бути зроблене протягом усього року, після приблизно 168 днів вагітності, самиця народжує одне дитинча. Дитинча спочатку біло-сірого кольору і вигодовується 10—12 місяців.

## Загрози та охорона
Вирубка лісів і перетворення середовища існування є основними загрозами цьому виду. Цей вид включений в Додаток II СІТЕС. Існує нагальна необхідність уточнити класифікацію і поширення виду. Спостерігається плутанина інформації про види P. femoralis і P. siamensis.